# Гомес Байльо, Хорхе
Хорхе Орасио Гомес Байльо (исп. Jorge Horacio Gómez Baillo; род. 19 апреля 1959) — аргентинский шахматист, международный мастер (1986).
Чемпион Аргентины (1983). В составе сборной Аргентины участник 4-х Олимпиад (1982—1984, 1988—1990) и 1-го командного чемпионата мира (1985) в Люцерне.

## Изменения рейтинга
| Графики недоступны из-за технических проблем. См. информацию на Фабрикаторе и на mediawiki.org. |